# Éowyn
Denna artikel handlar om den litterära figuren Éowyn. För förnamnet Éowyn se  Éowyn (namn).
Éowyn är en  litterär figur som förekommer i Tolkiens Sagan om ringen-trilogi. Hon är mest känd för att ha dräpt nazgûlernas ledare, Häxmästaren av Angmar, och att ha äktat Faramir från Gondor.
Éowyn är systerdottern till kung Théoden av Rohan, och har en äldre bror, Éomer, Rohans marskalk. De två är barn till Théodens syster Theodwyn, och Éomund av Mark. Fadern dräptes av orcher när Éowyn endast var några år gammal, och modern dog av sorg kort därefter. De två syskonen blev då adopterade av sin morbror, kung Théoden.
Éowyn växte upp i skuggan av tronen, och när Aragorn anlände till Edoras, förälskade hon sig i honom och hans ställning som nästa kung av stormakten Gondor. 
När Rohirrim gav sig av för att slåss mot Saurons styrkor så ville hon följa dem, men beordrades att stanna kvar och skydda folket. Éowyn klädde sig då till man och följde med Rohirrim under namnet Dernhelm. I Slaget vid Pelennors fält dräpte hon (med viss hjälp av Meriadoc) stornazgûlen Häxmästaren av Angmar, Saurons mest skräckinjagande tjänare, när denne försökte döda kung Théoden. Det var en stor bravad, men Éowyn blev själv svårt sårad av ringvålnadens hugg i armen under bataljen och fördes till Läkandets hus i Minas Tirith, där hon blev helad av Aragorn.
Där mötte hon Faramir, och kände då en kärlek så stark att hon insåg att vad hon känt för Aragorn bara var en förälskelse i hans ställning. Faramir blev kung Aragorns rikshovmästare strax innan de vigdes i Edoras i samband med Théodens begravning. Éowyn och Faramir fick tillsammans sonen Elboron. Sedan levde hon förmodligen i fred i Ithilien, som blev Faramirs furstendöme. Ingen vet när Éowyn dog, men Faramir dog år 81 i Fjärde åldern.
I filmatiseringen av Peter Jackson spelas hon av Miranda Otto.